# Adé (Frankrijk)
Adé is een gemeente in het Franse departement Hautes-Pyrénées (regio Occitanie) en telt 711 inwoners (2004). De plaats maakt deel uit van het arrondissement Argelès-Gazost.

## Geografie
De oppervlakte van Adé bedraagt 7,2 km², de bevolkingsdichtheid is 98,7 inwoners per km².

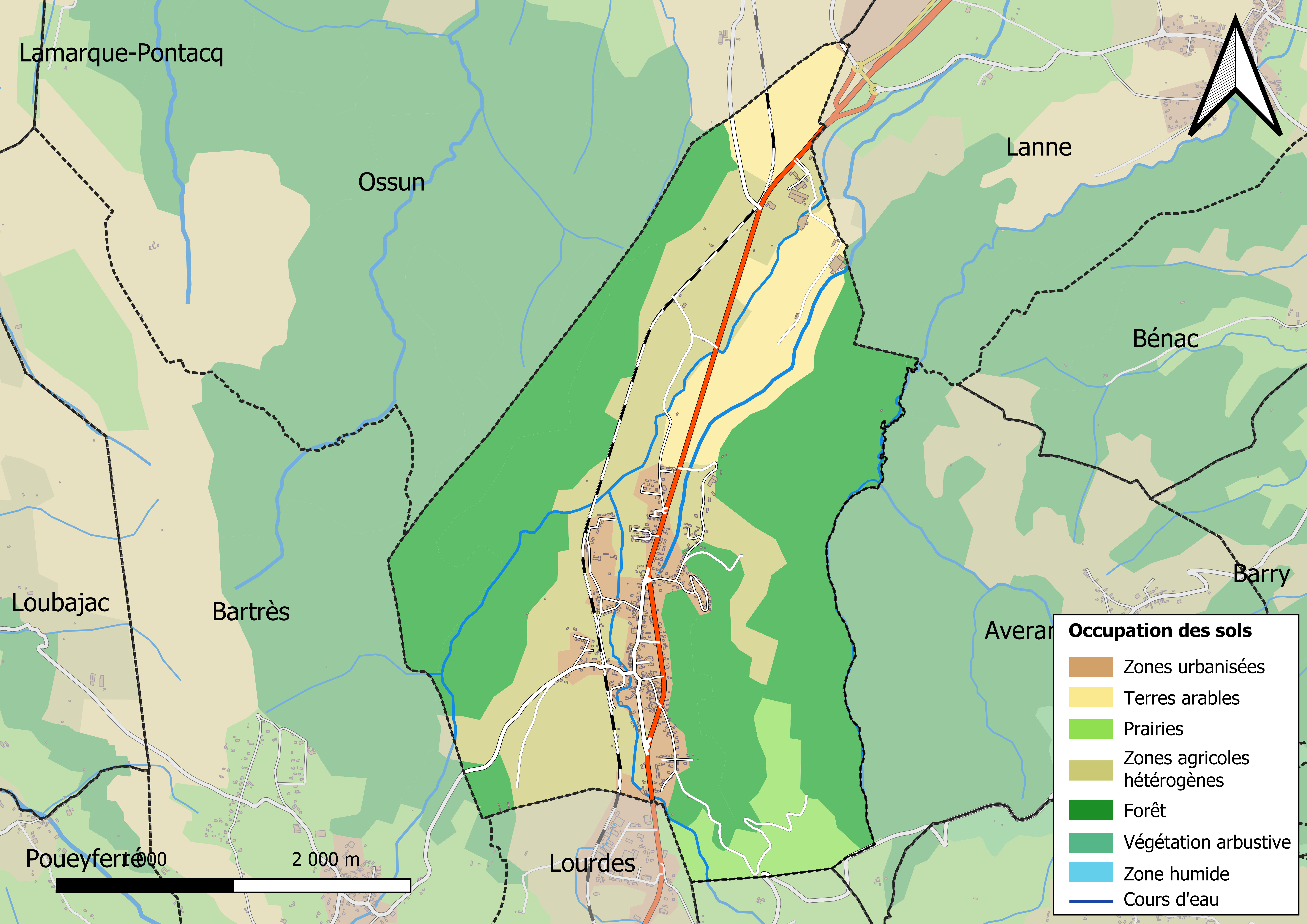
Kaart van de gemeente met belangrijkste infrastructuur, bodemgebruik en omliggende gemeenten

## Demografie
Onderstaande figuur toont het verloop van het inwonertal (bron: INSEE-tellingen).